# Luis León Sánchez
Luis León Sánchez Gil (født 24. november 1983) er en spansk forhenværende professionel landevejsrytter.
Hans lillebror er fodboldspilleren Pedro León.